# Game Lounge
Game Lounge.Ltd（ゲームラウンジ）は、マルタ共和国を拠点とする非上場企業。
オンラインマーケティングを主な事業とする。

## 概要
Jonas CederholmとFredrik Langelandの2人のスウェーデン人によって2011年に設立される。
本拠地のマルタの他に、スウェーデン、スペインにも拠点を持つ。
元々はスウェーデン、フィンランド、ノルウェーなど北ヨーロッパを中心に事業を展開していたが、徐々に拡大し、現在ではヨーロッパ、アジア、北・南アメリカなど世界中に向けてオンラインギャンブルのインターネットアフィリエイトサイトを主に運営している。

## 沿革
- 2011 - マルタにて起業。
- 2015 - Cherry ABがGame Loungeの株式51%シェアを獲得。今後さらに買収を進めていくことで合意。
- 2018 - Game Lounge Sweden ABが設立。Game Lounge Limitedの100%所有権を取得する。
- 2018 - 2018年末までにCherry ABがGame Lounge Sweden ABを完全買収。
- 2020 - Geme Loungeがアメリカ向けの事業拡大のためBetting.comを買収。
- 2020 - Game Loungeがデンマークのデジタルマーケティング企業、We Digitizeを買収。
- 2021 - Game Loungeがドメインアフィリエイトビジネスを展開するスウェーデンの企業Domainify Groupを買収。
- 2021 - Game Loungeがアメリカでの事業強化のため、Denver Postと業務提携を結ぶ。

## 事業概要
- SEO
- アフィリエイトマーケティング
- ローンマーケティング

## 主な運営メディア
- AustriaCasino - オーストリア市場
- Sveacasino - スウェーデン市場
- Suomicasino - フィンランド市場
- CanadaCasino - カナダ市場
- CasinoHawks - イギリス市場
- CasinoItaliani - イタリア市場
- CasinoRatgeber - ドイツ市場
- EestiKasiino - エストニア市場
- NorgeKasino - ノルウェー市場
- NZCasino - ニュージーランド市場
- PolskieKasyno - ポーランド市場
- PortugalCasino - ポルトガル市場
- SrCasino - スペイン市場
- ThaiCasino - タイ市場
- VietnamCasino - ベトナム市場

## 受賞歴
- iGaming IDOL - Employer of the Year 2021